# Tokušima

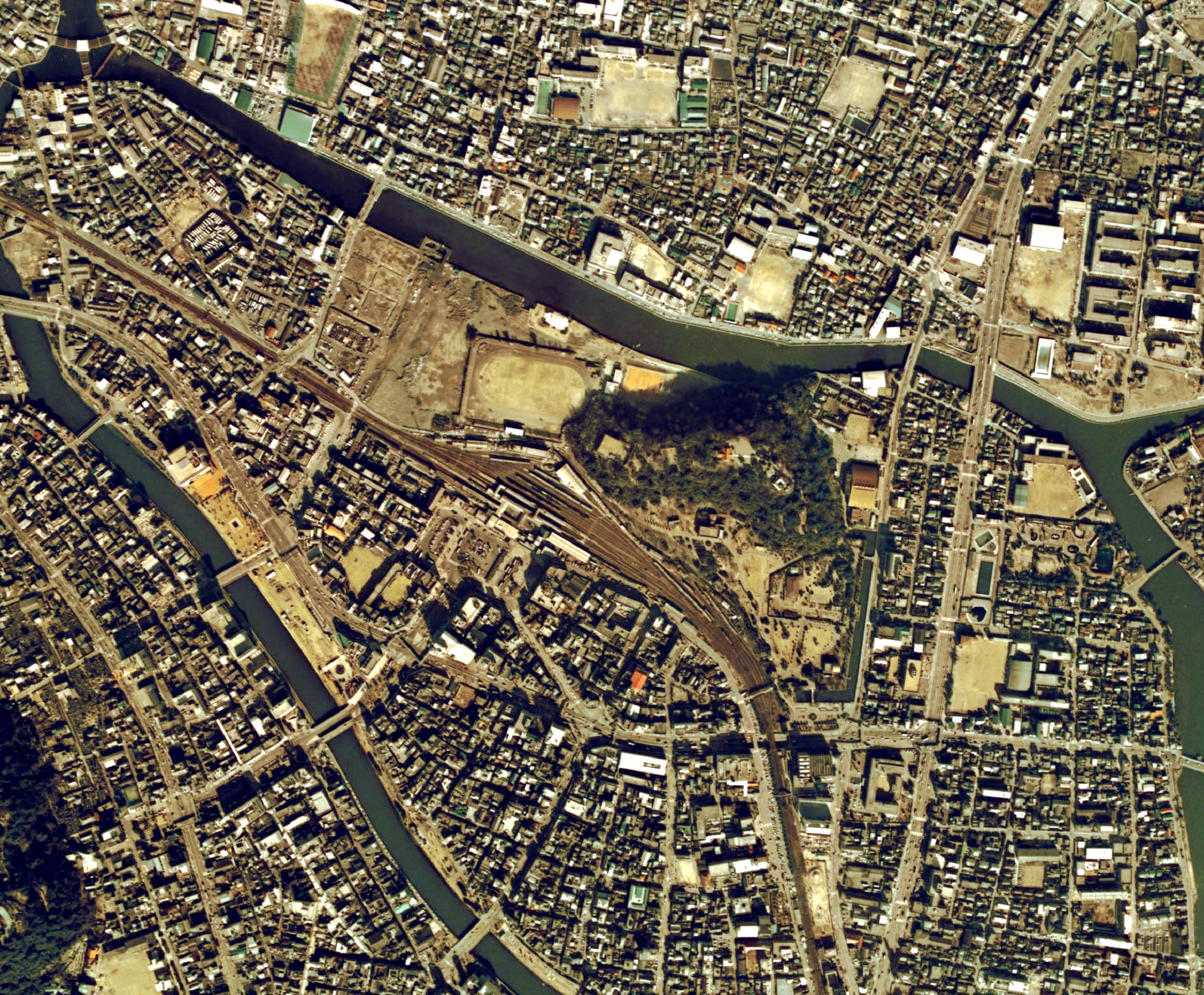
Letecký pohled centurm s hradem a nádražím

Tokušima (徳島市; Tokušima-ši) je hlavní město prefektury Tokušima na ostrově Šikoku v Japonsku.
V roce 2003 mělo město podle odhadu 267 343 obyvatel a hustotu osídlení 1 398,02 ob./km². Celková rozloha města je 191,23 km².
Město leží v severovýchodní části prefektury Tokušima u ústí řeky Jošino. Uspořádání a organizace Tokušimy je typické pro japonská hradní města (tj. města stavěná kolem hradu).
Tokušima je známá svým srpnovým tanečním festivalem Awa Odori, při kterém tanečníci (od dětí až po profesionály) tančí v tradičních kostýmech za doprovodu hudby a zpěvu.
Moderní město Tokušima bylo založeno 1. října 1889.

## Rodáci
- Nana Ičiseová (* 1997) – fotbalistka

## Partnerská města
- Leiria, Portugalsko (15. 10. 1969)
- Saginaw, Michigan, Spojené státy americké (23. prosinec 1961)
- Tan-tung, Čína (1. říjen 1991)